# Rotter Forst-Süd

Lage des gemeindefreien Gebiets Rotter Forst-Süd im Landkreis Rosenheim

Der Rotter Forst-Süd ist ein 3,04 km² großes gemeindefreies Gebiet und eine Gemarkung im Landkreis Rosenheim in Bayern.

## Geographie
Der Rotter Forst-Süd ist ein Staatsforst westlich von Rott a.Inn. Als landesweit bedeutsames Mischwald- und Moorgebiet ist der Rotter Forst-Süd (zusammen mit dem Rotter Forst-Nord ca. 16 km²) das größte Waldgebiet im Landkreis Rosenheim.

### Natur
Folgendes Schutzgebiet berührt dieses Gemeindefreie Gebiet:
- Fauna-Flora-Habitat-Gebiet Rotter Forst und Rott (8038-371)

## Geschichte
Der Rotter Forst geht zurück auf den ehemaligen Rotter Klosterwald, der 1803 in Staatsbesitz gelangte (Säkularisation in Bayern).